# Junípero Serra
Svatý Junípero Serra, OFM (24. listopadu 1713 Petra, Mallorca – 28. srpna 1784 San Carlos Borromeo de Carmelo, Kalifornie, občanským jménem Miquel Josep Serra i Ferrer) byl františkánský řádový kněz katalánského původu, známý jako misionář domorodců na území dnešní Kalifornie. Katolická církev jej uctívá jako světce (svátek 28. srpna) a je považován za zakladatele města San Francisco. Serrův vztah k indiánské populaci je kontroverzní. Starší práce předpokládaly, že byl domorodci vřele přijat a jeho vztah k indiánům byl přátelský. Jiné zdroje však popisují násilnou misii s podporou armády, kdy domorodci byli nuceni se vzdát svého jazyka a zvyků a nuceně pracovat pro kolonizátory.